# Germán Colmenares
Germán Colmenares (Bogotá, 1 de agosto de 1938 - Cali, 27 de marzo de 1990) fue un abogado e historiador colombiano.
Es uno de los iniciadores de la "Nueva historia en Colombia", en los años setenta, bajo la orientación y el mensaje crítico de Jaime Jaramillo Uribe; y se formula un nuevo estilo y un nuevo método en el manejo de los datos y de los documentos históricos, opuesto al academicista y patriotero que ya era tradicional en Colombia, y que involucra el análisis socioeconómico en la interpretación de los hechos.

## Biografía
Germán Colmenares nació en Bogotá, el 1 de agosto de 1938. Fue hijo de Pablo Colmenares, un conocido farmaceuta empírico que al pasar de los años fue tomando reconocimiento en la capital, lo que al final le permitió obtener su título profesional en la Universidad Nacional de Colombia. Su madre, Luz Colmenares, prima y esposa de Pablo Colmenares, tras la muerte de este heredó sus notas y su recetario, lo que la convirtió en “la primera visitadora médica del país ocupada en promocionar medicamentos que importaba de laboratorios alemanes”. De esta forma, compartió su infancia junto a su hermana Clara. 
Fue durante su segundo viaje a Francia que lo acompañó su nueva esposa, tras su matrimonio con Marina González. Con su segunda esposa, Marina Jiménez, tuvo a sus dos hijos: Luz Amalia y Esteban.
A principios de 1990, mientras trabajaba en sus investigaciones sobre la "Historia de Bogotá" y reelaboraba su obra Historia Económica y Social de Colombia, se vio sorprendido por un cáncer de hígado, que lo terminaría alejando de su carrera académica. Incluso en sus últimos días, sus amigos lo recuerdan por su gran sentido del humor, que lo describen como "muy agudo" y "muy sarcástico". Finalmente, ese año murió, el 27 de marzo de 1990. 

### Formación e influencias
Estudió el bachillerato en el Liceo Nacional de Zipaquirá. Durante esta época, escribió cuentos y análisis literarios para el periódico El Espectador, donde se destacó. En 1955, entró a estudiar en el Colegio Mayor de Nuestra Señora del Rosario la carrera de Jurisprudencia donde se graduó con la tesis titulada “Esquema para una Historia de las Ideas Políticas en Colombia durante el siglo XIX”. Partes de este trabajo y su investigación empírica fue utilizada para construir un poco de lo que sería su primer libro Partidos políticos y clases sociales publicado en 1968.
Paralelo a sus derechos en Derecho, Colmenares ingresó a la Universidad Nacional de Colombia, donde estudió filosofía y letras. En esta institución tuvo contactó con quien sería una de sus principales influencias en el ámbito académico, Jaime Jaramillo Uribe, quien no sólo tuvo participación en la universidad como profesor, sino también como secretario académico y decano. Colmenares y Jaramillo se encontraron por primera vez en el curso inicial de “historia de Colombia”, donde lo introdujo a la Escuela de los Annales y la obra de Fernand Braudel. Así, fue Jaime Jaramillo Uribe quien lo inició y le dio el aliento necesario para incursionar de manera definitiva en el estudio de la historia. Sin embargo, resulta importante aclarar que entre sus mayores influencias se encuentra el español, Antonio Antelo Iglesias, profesor de “historia universal” en la Universidad Nacional hasta 1960 y fundador del Instituto de filosofía, letras e historia en la Universidad del Valle, que sería de gran importancia en la vida de Colmenares. Además, Antelo, a quien plasmó en la dedicatoria, fue el tutor de la monografía que Germán Colmenares presentó a la Universidad del Rosario. 

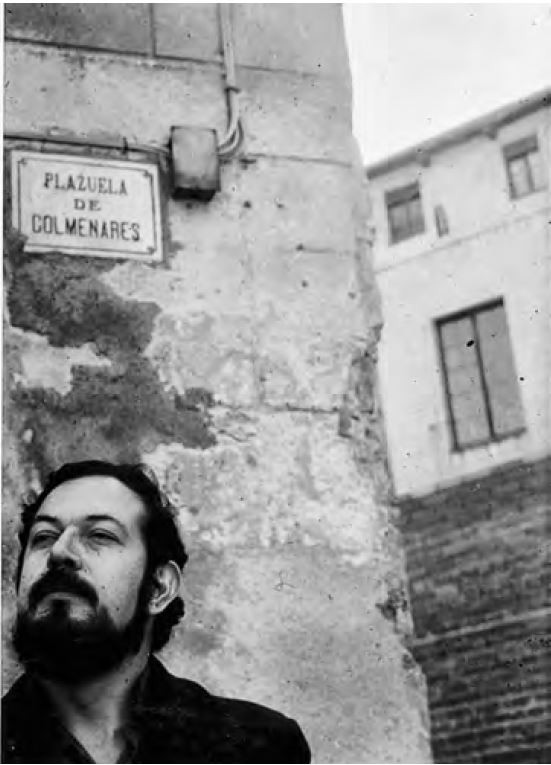
Germán Colmenares en España

Posteriormente, Germán Colmenares viaja a París gracias al apoyo brindado por el gobierno francés para estudiar en École Pratique des Hautes Études de la Universidad de Nanterre. Si bien estaba encantado por la cultura francesa y la historiografía moderna, sus primeros meses estando en el país europeo giraron en torno a “las dificultades económicas, las limitaciones del idioma, la soledad, la depresión y el cigarrillo. Poco a poco, sin embargo, retomó la lectura, aprendió el idioma y asumió ocupaciones que dejaron profunda huella en su formación”. Durante su estancia, se dejó cautivar más por las ideas de la “Escuela de los Annales” junto a su relación con Pierre Chaunu, quien fue su guía inicial en su trabajo doctoral. Chaunu también significó en la vida de Colmenares una influencia en su trabajo como historiador, pues de él aprendió la importancia de la historia cuantitativa, económica y serial, además de la relación entre la historia social y la historia demográfica. 
En 1967, viaja a Chile a estudiar en el Centro de Investigaciones de Historia Americana de la Universidad de Chile donde, bajo la guía de Rolando Mellafe, escribe el libro Las haciendas de los jesuitas en el Nuevo Reino de Granada, siglo XVIII. En este trabajo se aprecia la marcada influencia de Jaime Jaramillo Uribe y de Magnus Mórner, uno de sus profesores en Chile. Mellafe, al igual que otros de sus compañeros historiadores remarca su interés en la historia social y económica, así como la aplicación de métodos cuantitativos. El libro se plantea rastrear las diferentes actividades socioeconómicas de los jesuitas a partir de la comprensión del extenso número de haciendas en la Nueva Granada y la Audiencia de Quito, analizando el trabajo esclavo, indígena, las adquisiciones, la constitución misma de las diversas haciendas, etc.

### Carrera académica
Antes de su primer viaje a Francia, trabaja como abogado en el Ministerio de Hacienda, labor que no lo satisface completamente. Brevemente, entre 1961 y 1962 es profesor de cátedra de historia de la cultura en la Universidad La Gran Colombia. Tras su regreso de Francia, entra a trabajar a la Universidad de los Andes en Colombia como profesor de humanidades hasta que debe ausentarse por sus estudios en Chile. Una vez más en su país natal en 1969, Colmenares se reintegra a la Universidad de los Andes bajo el título de ‘profesor investigador’, teniendo la oportunidad de desarrollar su interés en la historia colonial, analizando censos de indios para determinar el carácter de la encomienda y sus propiedades en Boyacá y Pamplona con base en las fuentes y en los papeles del Archivo Histórico Nacional de Bogotá (actual Archivo General de la Nación - Colombia). Estas investigaciones fueron tituladas La Provincia de Tunja en el Nuevo Reino de Granada: ensayo de historia social (1539-1800) y Encomienda y población en la Provincia de Pamplona (1549-1650) respectivamente. Esta investigación tuvo colaboración de Margarita González y Darío Fajardo.

Ya en 1970, junto con la ayuda de la Fundación Ford y la Universidad de los Andes, a Colmenares se le da la oportunidad de retomar su doctorado en Francia. Para ello, visitó el Archivo de Indias de Sevilla. Debido a la ausencia de Chaunu, Fernand Braudel tomó el papel como su director de tesis que sería titulada Economie minière et société dans la Nouvelle Grenade (1550-1717). La investigación muestra…
su madura catadura de historiador: integró lo avanzado en sus trabajos monográficos anteriores, incorporó una vasta información obtenida en los archivos de Sevilla y logró una visión de conjunto que comienza con los procesos de conquista y ocupación territorial, para rastrear la localización del oro y la fundación de ciudades con sus transcursos paralelos, sin olvidar la organización de la población indígena ni la aculturación vivida.

- Atehortúa,  Germán Colmenares: una nueva historia, 2013, pág. 78
Después de finalizar sus estudios en Nanterre, Colmenares regresó a Colombia pretendiendo retornar a su trabajo en la Universidad de los Andes. Sin embargo, su puesto le fue negado, aún teniendo un contrato que establecía su reintegro inmediato,  supuestamente por su debate sobre el nombramiento de funcionarios comprometidos con la política tradicional, en vez de recurrir a académicos que se cuestionaran sobre el sistema actual o su pretensión de crear una agremiación profesoral. 
Frente a la incertidumbre laboral y contando únicamente con el apoyo del Banco de la República y el Boletín Cultural y Biográfico, la que era en ese entonces la decana de la facultad de Humanidades de la Universidad del Valle, Ilse Schütz-Buenaventura, le dejó su cargo siendo apoyado inmediatamente por el rector de la institución, Álvaro Escobar Navia. Si bien ingresó bajo el título de decano, rápidamente quiso dejar las labores administrativas para encargarse por completo de funciones profesorales. Colmenares fue parte de la Universidad desde 1972 hasta el momento de su muerte, siendo este el lugar donde realizó la mayor parte de su carrera como investigador y profesor. Su presencia en la Universidad tuvo tal relevancia que fue él quien propuso la reestructuración total del plan de estudios.
En 1976 publicó el libro Cali: Terratenientes, mineros y comerciantes (siglo XVIII) con lo cual consolidó su trabajo sobre el estudio de la historia regional, de la cual fue un verdadero cultor y maestro. En este trabajo, Colmenares hace importantes aportes a la comprensión de la historia vallecaucana y crea un modelo de análisis basado en innovadores fondos documentales. En su libro Las convenciones de la cultura, volvería a estudiar las ideas del siglo XIX; era un análisis de los historiadores latinoamericanos del siglo pasado y de la forma como habían visto la formación de las naciones hispanoamericanas.
Fue profesor invitado en Columbia University (1977) y en Cambridge (1985). Asimismo, a lo largo de su vida, participa en varios de los Congresos de Americanistas, como en Lima (1970), París (1976), Mánchester (1982), entre otros. De igual forma, fue miembro de número de la Academia Colombiana de Ciencias Económicas. Participó como profesor de la maestría en Historia Andina, en Quito y en 1988 es designado como director de la maestría en Historia Andina en la Universidad del Valle. 

## Aportes a la academia

### Prisión historiográfica

#### Origen y explicación del término
Germán Colmenares escribe en 1986 un ensayo titulado La Historia de la Revolución, José Manuel Restrepo: una prisión historiográfica, publicado en un libro producido por el Ministerio de Cultura llamado La independencia: Ensayos de historia social. En este libro se exploran las maneras limitadas y arquetípicas de la historia patria. Colmenares explica que las historias patrias fijan una idea de pasado nacional mítico y se configuran a partir de pasiones, literatura y la herencia historiográfica europea. Es por esta razón que Colmenares termina por afirmar:
Aún para sus contradictores, la historia de José Manuel Restrepo ha constituido hasta ahora un repertorio fijo e inalterable de los hechos, susceptible sólo de reacomodarse en una interpretación diferente. Esta es una verdadera cárcel historiográfica que ha cerrado los caminos de la investigación a la infinitud de los hechos sociales.

- Colmenares, La "Historia y Revolución", José Manuel Restrepo: una prisión historiográfica, 1986, pág. 10

#### Historiografía
Colmenares entiende la escritura de José Manuel Restrepo no como un caso singular para la historiografía, sino como un modo recurrente de los espacios de enunciación histórica del siglo XIX. Se evidencia la continuidad de las formas historiográficas y literarias europeas, por lo que Colmenares entiende que los padres de esta historia patriótica forjan en la Revolución el punto de partida para construir tanto hacia el pasado como hacia el futuro. De lo anterior, Colmenares explica que el problema conceptual de esta forma de escritura histórica es la prefijación de una idea de nación antes de la posibilidad de la existencia de esta.

#### Impacto de la obra
La idea de prisión historiográfica tomó fuerza y fue integrada tanto metafórica como literalmente por varios historiadores según Germán Mejía. Se destaca a Margarita Garrido que en un artículo de 1991 toma de manera explícita el término donde la autora reconoce que pesa una prisión historiográfica sobre los historiadores que podrán salir “intentando modelos interpretativos diferentes''. German Mejía explica que el término se ha usado de tres maneras diferentes por historiadores profesionales: en clave de la escritura de José Manuel Restrepo, utilizado también en clave de las diferentes escrituras del bicentenario y como forma de tomar distancia de una práctica historiográfica en concreto.

### La nueva historia
Colmenares fue ante todo, un discípulo de la escuela histórica francesa (conocida como los Annales) y quien promovió en Colombia uno de los métodos de investigación basados en el uso exhaustivo de documentos antes desconocidos, como las escrituras notariales, las cuentas de las oficinas reales y los testamentos, hecho que constituyó una ruptura fundamental con la historiografía tradicional. Este sesgo, que comparte con otros historiadores de su generación, como Jorge Orlando Melo, Margarita González, Hermes Tovar y Álvaro Tirado Mejía hacen que su trabajo sea renovador, marcando de manera decisiva la llamada “Nueva historia de Colombia”. Fue un historiador profesional, dedicó toda su energía durante casi treinta años, a investigar, enseñar y escribir la historia de Colombia.

#### Métodos y prácticas
Para comienzos de la década de 1970, fue uno de los pocos profesores de ciencias humanas con un posgrado extranjero, introduciendo en la historiografía colombiana nuevos métodos, enfoques y perspectiva al quehacer histórico. Entre ellos, el uso de series estadísticas, propias de la escuela de Berkeley, la preocupación por temáticas ampliamente ignoradas por los historiadores de oropel en Colombia, como los esclavos, la demografía indígena, la minería, entre otros. Fue, según su maestro, un modelo del oficio del historiador, pues contaba con una "sólida formación jurídica y filosófica, amplios conocimientos en disciplinas auxiliares de la historia como la economía, la sociología, la demografía [...]. Dominaba también las herramientas [...] [de] la paleografía, el sentido crítico y el rigor lógico en el análisis documental, la precisión en las citas y en el examen de las fuentes históricas". De igual forma, aunque suele vérsele como un historiador de la economía y sociedad colonial, Colmenares realizó una vasta obra que abarca temas de historia política, historia de las mentalidades, teoría de la historia, etc.

## Su obra
- Colmenares, Germán. “Consideraciones acerca de la Idea del Derecho Natural”. Revista del Colegio Mayor de Nuestra Señora del Rosario 54, n.° 449 (1959): 13-42.
- ---. “Notas sobre un texto de Hegel”. Revista del Colegio Mayor de Nuestra Señora del Rosario 55, n.° 451(1960): 57-66.
- ---. “Esquema para una Historia de las Ideas Políticas en Colombia durante el siglo XIX”, tesis de pregrado, Universidad del Rosario, 1961.
- ---. “Crítica del doctrinarismos radical”. Boletín Cultural y Bibliográfico 4, n.°(1961): 517-524.
- ---. “El conservatismo y sus fuentes”. Eco 13-1, n.° 67 (1965): 8-30.
- ---.“Formas de la conciencia de clase en la Nueva Granada: (1848-1854) introducción”. Boletín Cultural y Bibliográfico 9, n.° 3 (1966a): 388-410.
- ---.“Formas de la conciencia de clase en la Nueva Granada: (1848-1854) capítulo II”. Boletín Cultural y Bibliográfico 9, n.° 4 (1966b): 647-60.
- Cap. III. Ibid., n.° 5 (1966c): 868-75.
- Cap. IV. Ibid., n.° 6 (1966d): 1100-1113.
- Cap. V. Ibid., n.° 8 (1966e): 1546-55.
- Cap. VI. Ibid. n.° 9 (1996f): 1966-72.
- Cap. VII. Ibid. n.° 11 (1966g): 2170-7.
- Cap. VIII. Ibid. n.° 12 (1966h): 2410-21.
- Cap. IX. Ibid. 10, n.° 1 (1967): 36-44.
- Colmenares, Germán. Partidos políticos y clases sociales. Bogotá: Universidad de los Andes, 1968.
- Colmenares, Germán; Margarita González y Darío Fajardo. Fuentes coloniales para la historia del trabajo en Colombia. Bogotá: Universidad de los Andes, 1968.
- Colmenares, Germán. Las haciendas de los jesuitas en el Nuevo Reino de Granada. Bogotá: Universidad Nacional de Colombia, 1969.
- ---. Encomienda y población en la Provincia de Pamplona (1549-1650). Bogotá: Universidad de los Andes, 1969.
- ---. La Provincia de Tunja en el Nuevo Reino de Granada: ensayo de historia social (1539-1800). Bogotá: Universidad de los Andes, 1970.
- ---. “Problemas de la estructuras minera en la Nueva Granada (1550-1700)”. Anuario Colombiano de Historia Social y de la Cultura n.° 6-7 (1972): 5-56.
- ---. Historia económica y social de Colombia, 1537-1719. Cali: Universidad del Valle, 1973.
- ---. Cali: terratenientes, mineros y comerciantes: siglo XVIII. Cali: Universidad del Valle, 1975.
- ---. “La economía y la sociedad coloniales, 1550-1800”. En Manual de Historia de Colombia t. I, Jaime Jaramillo Uribe (ed.), 223-300. Bogotá: Instituto Colombiano  de Cultura, 1978.
- ---. Historia económica y social de Colombia, t. 2. Cali: Universidad del Valle, 1979 7 .
- ---. “Fundamentos económicos y sociales de una diferenciación nacional: el caso de la hacienda serrana en el Ecuador”. Historia y Espacio 2, n.° 6-7 (1980): 110-158.
- ---. Ricardo Rendón. Una fuente para la historia de la opinión pública. Bogotá: Fondo de Cultura Cafetero, 1984.
- ---. “Los jesuitas: modelo de empresario coloniales”. Boletín Cultural y Bibliográfico 21, n.°2 (1984): 42-53.
- ---. “La nación y la historia regional en los países andinos, 1870-1930”. Revista Andina 3, n.° 2 (1985): 311-341.
- ---. “Castas, patrones de poblamiento y conflictos sociales en las provincias del Cauca 1810-1830”. En La Independencia: ensayos de historia social, Germán  Colmenares (ed.), 137-80. Bogotá: Colcultura, 1986.
- ---. Las convenciones contra la cultura. Bogotá: TM Editores, 1986.
- ---. “Castas, patrones de poblamiento y conflictos sociales en las provincias del Cauca (1810-1830)”. En Estados y naciones en los Andes, J. P. Deler y Y. Saint-Geours (comps.), 105-146. Lima: Institut français d’études andines, Instituto de Estudios Peruanos, 1986.
- ---. “Sobre fuentes, temporalidad y escritura de la historia”. Boletín Cultural y Bibliográfico 24, n. 10 (1987): 3-18.
- ---. “La formación de la economía colonial (1500-1740)”. En Historia económica de Colombia, José Antonio Ocampo (ed.), 13-47. Bogotá: Siglo XXI, 1987.
- ---. Relaciones e informes de los gobernantes de la Nueva Granada, tomo I. Bogotá: Banco Popular, 1989.
- Ibid., tomo II.
- Ibid., tomo III.
- ---. “La batalla de los manuales en Colombia”. En Latinoamérica: Enseñanza de la Historia, Michael Rickenberg (comp.), 87-99. Buenos Aires: FLACSO, 1991.
- ---. “La ley y el orden social : fundamento profano y fundamento divino”. Boletín Cultural y Bibliográfico 27, n.° 22 (1990): 3-19.
- ---. “El tránsito a sociedad campesinas de dos sociedad esclavistas en la Nueva Granada: Cartagena y Popayán, 1780-1850”. Huellas n.° 29 (1990): 8-24.
- ---. “El manejo ideológico de la ley en un periodo de transición”. Historia Crítica, n.° 4 (1990): 8-31.
- ---. “Historia, arte y sociedad en la Nueva Granada, siglo XVIII”. Historia Crítica, n.° 4 (1990): 31-42.
- ---. “Sin título”. Historia Crítica, n.° (1990): 41-45.
- Obras varias. "Dosier especial: Germán Colmenares". Artificios. Revista colombiana de estudiantes de Historia, n.° 18-1 (2021): 1-216.